# 帕累托分布
帕累托分布(Pareto distribution)是以意大利经济学家维尔弗雷多·帕累托命名的。 是从大量真实世界的现象中发现的幂定律分布。这个分布在经济学以外，也被称为布拉德福分布。
在帕累托分布中，如果X是一个随机变量， 则X的概率分布如下面的公式所示：
{\displaystyle {\rm {P}}(X>x)=\left({\frac {x}{x_{\min }}}\right)^{-k}}
其中x是任何一个大于xmin的数，xmin是X最小的可能值（正数），k是为正的参数。帕累托分布曲线族是由两个数量参数化的：xmin和k。分布密度则为
{\displaystyle p(x)=\left\{{\begin{matrix}0,&{\mbox{if }}x<x_{\min };\\\\{k\;x_{\min }^{k} \over x^{k+1}},&{\mbox{if }}x>x_{\min }.\end{matrix}}\right.}
帕累托分布属于连续概率分布。
“齊夫定律”, 也称为“zeta 分布”, 也可以被认为是在离散概率分布中的帕累托分布。 一个遵守帕累托分布的随机变量的期望值为 
{\displaystyle x_{\min }\;k \over k-1} (如果 {\displaystyle k\leq 1}, 期望值为无穷大) 且随机变量的标准差为 {\displaystyle {x_{\min } \over k-1}{\sqrt {k \over k-2}}} (如果 {\displaystyle k\leq 2}, 标准差不存在)。
被认为大致是帕累托分布的例子有：
- 财富在个人之间的分布
- 人类居住区的大小
- 对维基百科条目的访问
- 接近绝对零度时，玻色–爱因斯坦凝聚的团簇
- 在互联网流量中文件尺寸的分布
- 油田的石油储备数量
- 龙卷风带来的灾难的数量